# Marcel·lí (ministre)
Marcel·lí (en llatí Marcellinus) va ser ministre principal de l'emperador Magnenci. Apareix inicialment com Praefectus Orientis, l'any 340, i probablement és el mateix Marcel·lí que els Fasti esmenten com a cònsol el 341.

## Biografia
Sota Constant era Comes Sacrarum Largitionum, és a dir encarregat de la hisenda, i fou un actiu participant (potser l'inspirador) en la conspiració que va enderrocar a l'emperador el 350 i va portar al tron a Magnenci. Fou nomenat llavors Magister Officiorum i general en cap de l'exèrcit, i va reprimir la revolta de Flavi Popili Nepocià moment en què va exercir crueltats sobre algun habitants destacats de Roma. Després va encapçalar l'ambaixada que va oferir un acord de pau a Constanci II. Aquest el va detenir, però si així fou va ser alliberat al cap de poc, ja que dirigia l'exèrcit de l'Occident en la lluita que va seguir. Probablement va morir en la batalla de Mursa Major l'any 351.
Encara que no va portar el títol d'emperador, sempre va ser el verdader governant i sovint s'ha pensat que Magnenci estava sota el seu control.